# Guadua latifolia
Guadua latifolia, popularmente denominada caña brava del Orinoco o guadua del Orinoco, es una especie de plantas de la subfamilia de las gramíneas Bambusoideae.

## Taxonomía
Guadua latifolia fue descrita por Carl Sigismund Kunth y publicada en Synopsis Plantarum Quas in Itinere ad Plagam Aequinoctialem Orbis Novi Collegerunt Humboldt et Bonpland 1:2548 1822.